# Kloster Val-St-Georges
Kloster Val-St-Georges ist ein ehemaliges Zisterzienserkloster in Belgien.

## Lage
Das Kloster lag in Salzinnes bei Namur in der Provinz Namur, wohl südlich der Sambre (Rue de l’Abbaye/Avenue du Val St-Georges).

## Geschichte
Das Kloster wurde 1202 oder 1203 von Philippe le Noble, dem Grafen von Namur, gegründet, am Ende des 16. Jahrhunderts und im 17. Jahrhundert wiederhergestellt und in der Zeit der französischen Revolution 1796 aufgehoben. Auf das Gelände wurde das Grand Séminaire de Namur (Priesterseminar) verlegt, das aber später in sein ursprüngliches Gebäude in der Stadt Namur zurückkehrte. 1997 wurden die Gebäude von der Provinz Namur erworben. Das Kloster besaß die Grangien Morival in Suarlée, Longchamps, Rion in Leuze, Harcée in Noville-les-Bois, Nil, Ville-en-Hesbaye, Sart in Saint-Denis und Vieille-Maison in Sombreffe.

## Anlage und Bauten
Die ursprüngliche Anlage ist nicht erhalten.